# Sáng kiến Lá chắn Bầu trời châu Âu

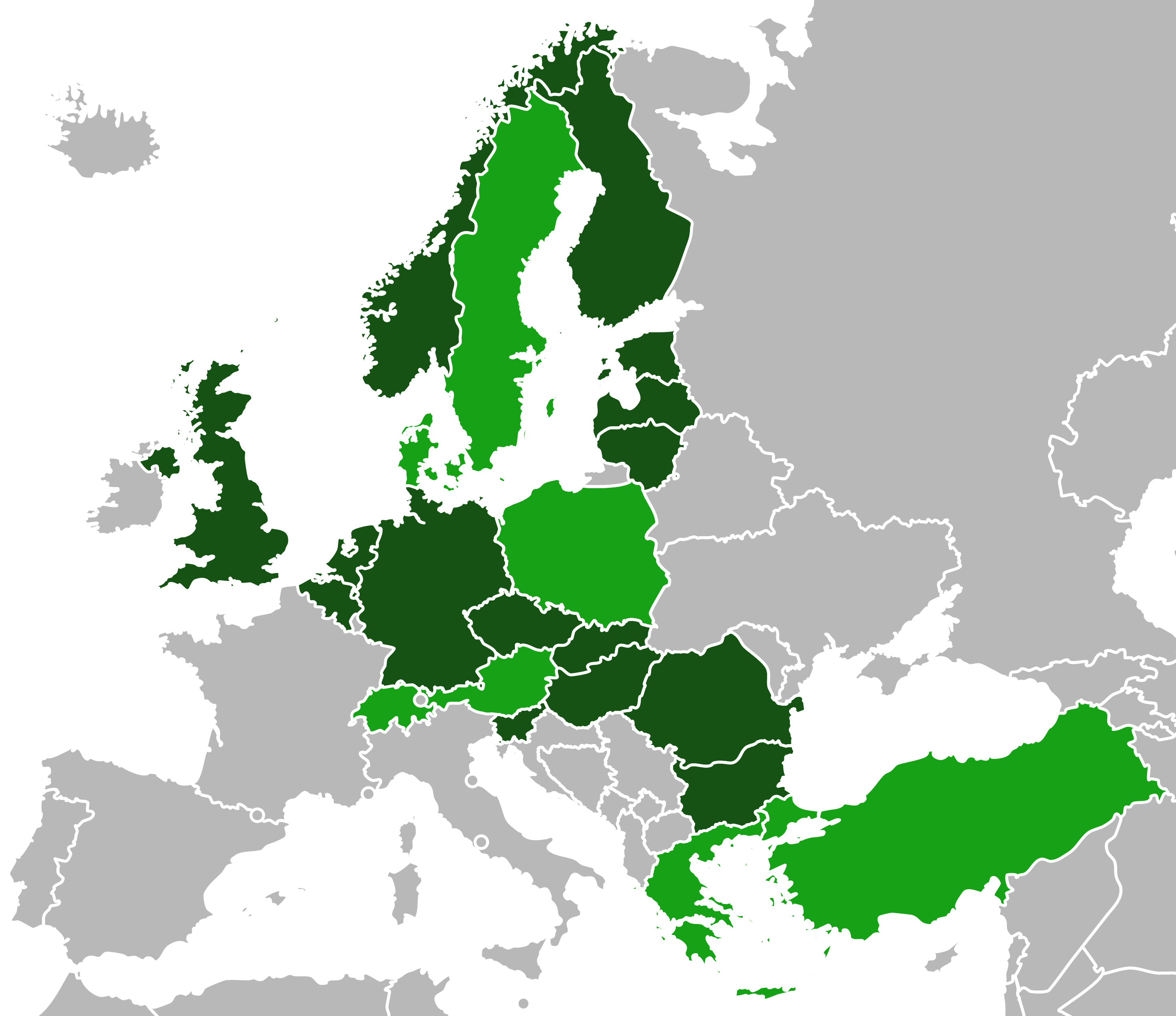
Thành viên sáng lập (2022)
Tham gia năm 2023/24

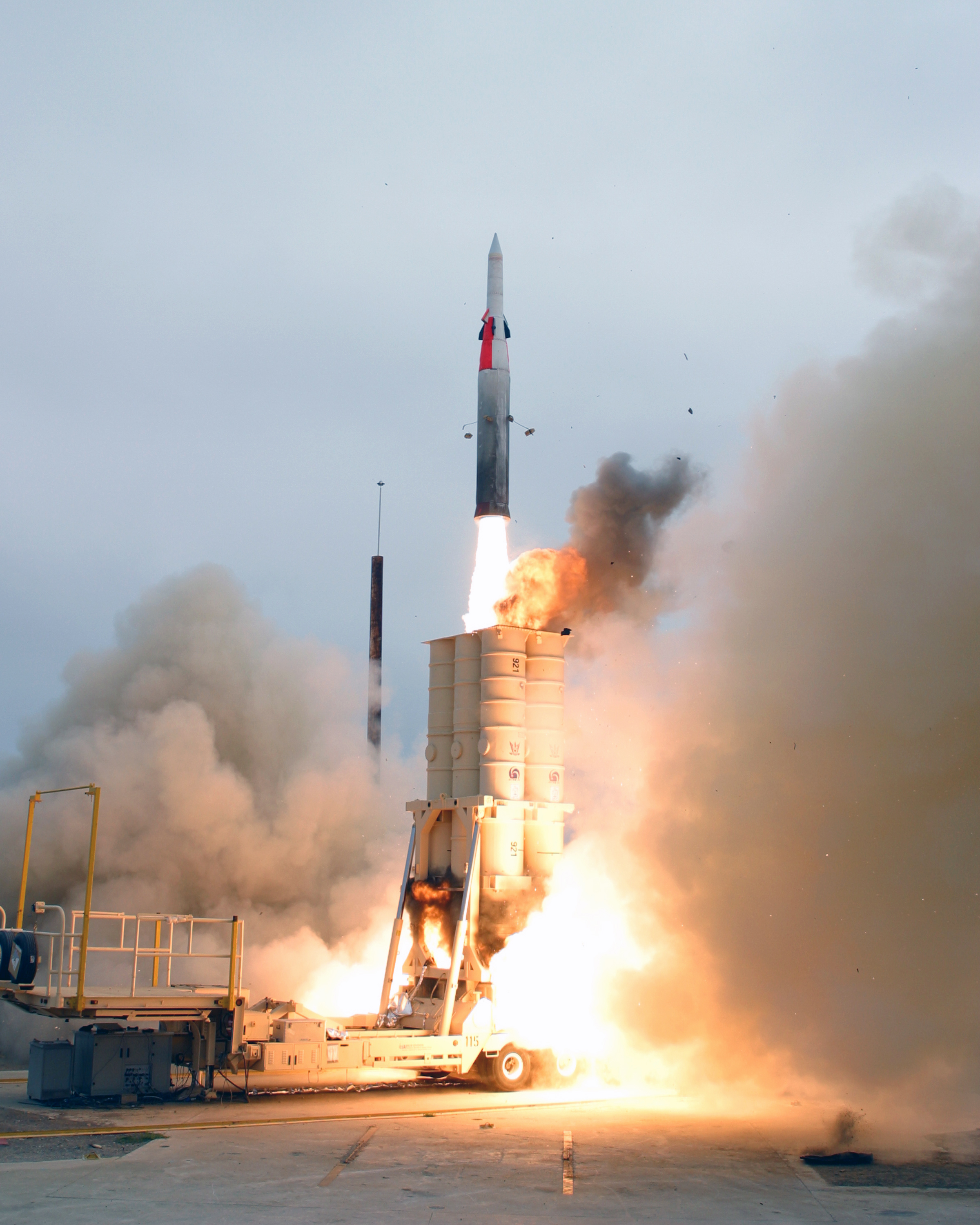
Phóng tên lửa Arrow 3

Sáng kiến Lá chắn Bầu trời châu Âu (tiếng Anh: European Sky Shield Initiative, viết tắt: ESSI) là dự án xây dựng một hệ thống phòng không tích hợp trên mặt đất của châu Âu, bao gồm khả năng chống tên lửa đạn đạo. Tính đến tháng 7 năm 2023, có 19 quốc gia châu Âu tham gia sáng kiến.

## Bối cảnh
Sáng kiến này ban đầu được Thủ tướng Đức Olaf Scholz đề xuất vào tháng 8 năm 2022. Đề xuất này được đưa ra trong giai đoạn Nga tấn công cơ sở hạ tầng Ukraina 2022–2023, và trong bối cảnh gia tăng lo ngại về khả năng hạn chế của châu Âu trong việc phòng thủ trước các mối đe dọa như hệ thống tên lửa đạn đạo 9K720 Iskander của Nga được triển khai ở Kaliningrad. Tháng 10 năm 2022, 15 quốc gia châu Âu (Bỉ, Bulgaria, Cộng hòa Séc, Estonia, Phần Lan, Đức, Hungary, Latvia, Litva, Hà Lan, Na Uy, Slovakia, Slovenia, România và Vương quốc Liên hiệp Anh và Bắc Ireland) ký tuyên bố tham gia sáng kiến do Đức dẫn đầu. Dự án này liên quan đến việc mua sắm chung các hệ thống phòng không. Tất cả các quốc gia sáng lập đều là thành viên của NATO (với Phần Lan sẽ gia nhập tổ chức vào năm 2023), và sáng kiến này cũng nhằm tăng cường Hệ thống Phòng không Tích hợp NATO.
Tháng 2 năm 2023, Đan Mạch và Thụy Điển tham gia dự án. Tháng 7 năm 2023, các quốc gia trung lập Áo và Thụy Sĩ ký tuyên bố tham gia sáng kiến. Điều này đặt ra câu hỏi về tương lai và tính thực tiễn trong chính sách trung lập của họ.
Trong khi đó, Pháp đã công kích sáng kiến, cho rằng các bên tham gia phụ thuộc quá nhiều vào các kế hoạch của Đức về thiết bị và công nghệ vốn được sản xuất bên ngoài châu Âu. Có ý kiến cho rằng chính phủ Pháp không hài lòng với việc hệ thống SAMP-T của Pháp-Ý bị loại khỏi ESSI. Tháng 6 năm 2023, Pháp đưa ra đề xuất thay thế và kêu gọi các quốc gia khác xem xét các giải pháp thay thế. Kể từ tháng 7 năm 2023, một số quốc gia lớn ở châu Âu, cụ thể là Pháp, Ba Lan, Ý và Tây Ban Nha chưa quyết định tham gia ESSI.

## Khả năng
ESSI sẽ sử dụng hệ thống phòng thủ nhiều lớp, với các hệ thống dự tính gồm:
- Tầm trung: chủ yếu là IRIS-T SLM
- Tầm xa: MIM-104 Patriot
- Tầm rất xa (tầng ngoài khí quyển): Arrow 3

Tháng 12 năm 2022, Thủ tướng Đức bày tỏ hy vọng rằng hệ thống này sẽ được phát triển trong năm năm tới. Tháng 6 năm 2023, Quốc hội Liên bang Đức đồng ý cấp gần 4 tỷ euro cho việc mua lại hệ thống tên lửa chống tên lửa đạn đạo Arrow 3 từ Israel.